# Gaspare Cenci
Gaspare Cenci foi um prelado católico romano que serviu como bispo de Melfi e Rapolla (1574–1590).

## Biografia
No dia 8 de janeiro de 1574, Gaspare Cenci foi nomeado bispo de Melfi e Rapolla durante o papado de Gregório XIII. A 12 de março de 1574, foi consagrado bispo por Giulio Antonio Santorio, cardeal-sacerdote de San Bartolomeo all'Isola, com Giovanni Battista Santorio, bispo de Alife, e Giuseppe Pamphilj, bispo de Segni, servindo como co-consagradores. Serviu como bispo de Melfi e Rapolla até à sua renúncia em 1590.

## Sucessão episcopal
| Sucessão episcopal de Gaspare Cenci |
| --- |
| Enquanto bispo, foi o principal co-consagrador de: - Giovanni Battista Castrucci, (1585); - Gian Francesco Biandrate di San Giorgio Aldobrandini, (1585); - Marcantonio Bizzoni, (1586); e - Lorenzo Celsi, (1591). |